# T (玉置浩二のアルバム)
『T』（ティー）は、日本のミュージシャンである玉置浩二の1枚目のライブ・アルバム。
1995年9月21日にSony Recordsからリリースされた。プロデューサーは玉置と須藤晃が担当している。
1995年7月17日と18日に開催された「正義の味方ツアー」公演の模様が収録されている。後にライブ・ビデオ『最高でしょ?』（1995年）がリリースされた（後述）。

## リリース
1995年9月21日にSony RecordsよりCDとMDの2形態でリリースされた。

## 批評
| 専門評論家によるレビュー | 専門評論家によるレビュー |
| レビュー・スコア         | レビュー・スコア         |
| 出典                     | 評価                     |
| ------------------------ | ------------------------ |
| CDジャーナル             | 肯定的                   |

CDジャーナルは、とても躍動感に満ちた力強いアルバムだとしたうえで「これまで色々と背負ってきた肩の荷をすべて降ろしたとでも言おうか、さりげなく、だがあくまでも力強い想いをサラッとしたアダルトなロックの中に詰め込んだ作品。まさに等身大の彼の姿がこの中には生きている」肯定的な評価を下している。

## 収録曲
| 全作曲: 玉置浩二、全編曲: 倉田信雄。 |                              |                    |            |      |
| #                                    | タイトル                     | 作詞               | 作曲・編曲 | 時間 |
| 1.                                   | 「正義の味方」               | 玉置浩二           | 玉置浩二   | 4:33 |
| 2.                                   | 「情熱」                     | 松井五郎           | 玉置浩二   | 3:29 |
| 3.                                   | 「キ・ツ・イ」               | 松井五郎           | 玉置浩二   | 3:18 |
| 4.                                   | 「じれったい」               | 松井五郎           | 玉置浩二   | 3:35 |
| 5.                                   | 「ふたりなら」               | 玉置浩二、田村コウ | 玉置浩二   | 4:47 |
| 6.                                   | 「あの頃へ」                 | 松井五郎           | 玉置浩二   | 5:21 |
| 7.                                   | 「カリント工場の煙突の上に」 | 須藤晃             | 玉置浩二   | 4:42 |
| 8.                                   | 「ROOTS」                    | 玉置浩二、田村コウ | 玉置浩二   | 4:36 |
| 9.                                   | 「ワインレッドの心」         | 井上陽水           | 玉置浩二   | 4:31 |
| 10.                                  | 「悲しみにさよなら」         | 松井五郎           | 玉置浩二   | 4:18 |
| 11.                                  | 「I Love Youからはじめよう」 | 松井五郎           | 玉置浩二   | 5:05 |
| 12.                                  | 「ロマン」                   | 須藤晃             | 玉置浩二   | 4:49 |
| 13.                                  | 「コール」                   | 須藤晃             | 玉置浩二   | 5:38 |
| 14.                                  | 「星になりたい」             | 玉置浩二           | 玉置浩二   | 5:18 |
| 合計時間:                            | 合計時間:                    | 合計時間:          | 64:00      |      |

## 参加ミュージシャン
- 玉置浩二 - ボーカル、ギター
- 倉田信雄 - ピアノ
- 鈴木茂 - ギター
- 六土開正 - ベース
- 田中裕二 - ドラムス
- 古村敏比古 - サクソフォーン
- 安藤さと子 - キーボード
- 奥土居美香 - コーラス
- 飛鳥ストリングス - ストリングス

## リリース履歴
| No. | 日付          | レーベル     | 規格  | 規格品番            | 最高順位 | 備考 |
| --- | ------------- | ------------ | ----- | ------------------- | -------- | ---- |
| 1   | 1995年9月21日 | Sony Records | CD MD | SRCL-3353 SRYL-7213 | 49位     |      |

## 最高でしょ?
『最高でしょ?』（さいこうでしょ?）は、日本のミュージシャンである玉置浩二の2枚目のライブ・アルバム。
1995年11月1日にSony Recordsからリリースされた。前作『"All I Do" Filmed in U.K』（1987年）から8年ぶりにリリースされた作品であり、プロデューサーは玉置と須藤が担当している。

### リリース
1995年11月1日にSony RecordsからVHS仕様でリリースされた。
2012年7月4日にSony Music DirectのGT musicレーベルから、安全地帯のデビュー30周年と、ソロデビュー25周年を迎えたことを記念し、『"GRAND LOVE" A LIFE IN MUSIC』（1999年）と同時にDVD仕様で再リリースされた。

### 収録曲
| 全作曲: 玉置浩二、全編曲: 倉田信雄。 |                              |                    |            |
| #                                    | タイトル                     | 作詞               | 作曲・編曲 |
| 1.                                   | 「正義の味方」               | 玉置浩二           | 玉置浩二   |
| 2.                                   | 「いい顔で」                 | 玉置浩二、田村コウ | 玉置浩二   |
| 3.                                   | 「キ・ツ・イ」               | 松井五郎           | 玉置浩二   |
| 4.                                   | 「I'm Dandy」                | 松井五郎           | 玉置浩二   |
| 5.                                   | 「プルシアンブルーの肖像」   | 松井五郎           | 玉置浩二   |
| 6.                                   | 「最高でしょ?」              | 玉置浩二、田村コウ | 玉置浩二   |
| 7.                                   | 「じれったい」               | 松井五郎           | 玉置浩二   |
| 8.                                   | 「情熱」                     | 松井五郎           | 玉置浩二   |
| 9.                                   | 「ふたりなら」               | 玉置浩二、田村コウ | 玉置浩二   |
| 10.                                  | 「あの頃へ」                 | 松井五郎           | 玉置浩二   |
| 11.                                  | 「カリント工場の煙突の上に」 | 須藤晃             | 玉置浩二   |
| 12.                                  | 「ROOTS」                    | 玉置浩二、田村コウ | 玉置浩二   |
| 13.                                  | 「愛してるよ」               | 玉置浩二           | 玉置浩二   |
| 14.                                  | 「どーだい」                 | 松井五郎           | 玉置浩二   |
| 15.                                  | 「I Love Youからはじめよう」 | 松井五郎           | 玉置浩二   |
| 16.                                  | 「ワインレッドの心」         | 井上陽水           | 玉置浩二   |
| 17.                                  | 「悲しみにさよなら」         | 松井五郎           | 玉置浩二   |
| 18.                                  | 「ロマン」                   | 須藤晃             | 玉置浩二   |
| 19.                                  | 「星になりたい」             | 玉置浩二           | 玉置浩二   |
| 20.                                  | 「夏の終りのハーモニー」     | 井上陽水           | 玉置浩二   |

### リリース履歴
| No. | 日付          | レーベル                    | 規格 | 規格品番 | 最高順位 | 備考 |
| --- | ------------- | --------------------------- | ---- | -------- | -------- | ---- |
| 1   | 1995年11月1日 | Sony Records                | VHS  | SRVM-479 | -        |      |
| 2   | 2012年7月4日  | Sony Music Direct／GT music | DVD  | MHBL-200 | 154位    |      |